# Betina Cramer
Betina Cramer (født 1. oktober 1978 i Aalborg) er en cykelrytter fra Danmark, der kører for Greve Cykle Club.
Ved DM i landevejscykling 2015 vandt hun sølv i linjeløbet, efter hun i 2013 og 2014 var endt på fjerdepladsen. Ved mesterskaberne i 2016 vandt hun bronzemedalje. 
Betina Cramer deltog ved EM i landevejscykling 2016, dog uden at gennemfører løbet. Da DCU Ladies Cup 2021 var afsluttet efter fire afdelinger, havde hun samlet nok point til en samlet andenplads.